# Ектомікориза

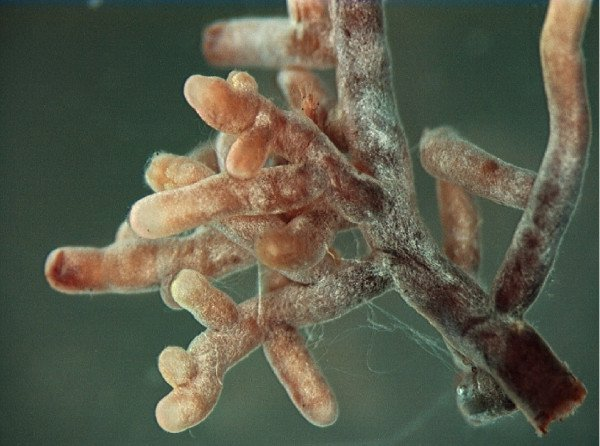
Ектомікориза представника роду Amanita

Ектомікориза —(ektos ззовні, mykes гриб, rhiza коріння) — форма симбіотичного зв’язку, що виникає між грибковим симбіонтом, або мікобіонтом, та корінням різних видів рослин. На відміну від арбускулярної мікоризи ектомікориза не проникає у клітини рослини, а формується навколо коріння. Мікобіонти походять переважно з  Basidiomycota та Ascomycota, інколи Zygomycota. 